# Gaj (gmina Srebrenica)
Gaj (cyr. Гај) – wieś w Bośni i Hercegowinie, w Republice Serbskiej, w gminie Srebrenica. W 2013 roku liczyła 136 mieszkańców.